# Michele dei Santi
San Michele dei Santi, al secolo Miguel Argemir (Vic, 29 settembre 1591 – Valladolid, 10 aprile 1625), è stato un religioso spagnolo dell'Ordine della Santissima Trinità; venne dichiarato santo da papa Pio IX nel 1862.

## Biografia
Nato in Catalogna, rimase presto orfano di padre e nel 1603 abbracciò la vita religiosa tra i trinitari del convento di Barcellona: aderì poi al ramo riformato degli scalzi.
Diffusasi la fama delle sue doti mistiche, fu superiore della casa di Valladolid, città sede della corte di Spagna, e fu consigliere spirituale di Filippo III.

## Culto
Beatificato nel 1779 da papa Pio VI, venne proclamato santo da papa Pio IX l'8 giugno 1862 (festa della Pentecoste), assieme a Paolo Miki e ai compagni martiri del Giappone.
La sua memoria liturgica viene celebrata il 10 aprile.